# Conus pagodus
Conus pagodus е вид охлюв от семейство Conidae. Видът не е застрашен от изчезване.

## Разпространение и местообитание
Разпространен е в Еритрея, Нова Каледония, Провинции в КНР, Тайван, Филипини и Япония.
Обитава крайбрежията и пясъчните дъна на морета. Среща се на дълбочина от 180 до 390 m, при температура на водата от 14 до 20,3 °C и соленост 35,2 – 35,7 ‰.